# Campeonato Mundial de Remo de 2008
El XXXVIII Campeonato Mundial de Remo se celebró en Ottensheim (Austria) entre el 22 y el 27 de julio de 2008 bajo la organización de la Federación Internacional de Sociedades de Remo (FISA) y la Federación Austriaca de Remo.
Las competiciones se realizaron en el Canal de Regatas de Ottensheim, ubicado en un brazo del río Danubio. Sólo se compitió en las categorías no olímpicas.

## Medallistas

### Masculino
| Evento                       | Oro | Plata | Bronce |
| ---------------------------- | --- | --- | --- |
| Dos con timonel M2+          | Gabriel Bergen · James Dunaway · Mark Laidlaw (t) · Canadá · 7:06,69                                                                                                | Sébastien Lenté Benjamin Lang Benjamin Manceau (t) Francia 7:08,64 | Nicholas Baxter Fergus Pragnell Hugh Rawlinson (t) Australia 7:09,30 |
| Scull individual ligero LM1X | Duncan Grant Nueva Zelanda 6:52,38 | Jaap Schouten · Países Bajos · 6:52,73 | Ilías Pappás · Grecia · 6:55,00 |
| Cuatro scull ligero LM4X     | Franco Sancassani · Daniele Gilardoni · Stefano Basalini · Daniele Danesin · Italia · 5:57,30                                                                       | Pierre-Étienne Pollez Fabrice Moreau Jérémie Azou Rémi Di Girolamo Francia 5:57,56 | Stephan Schad · Knud Lange · Felix Övermann · Michael Wieler · Alemania · 5:59,50 |
| Dos sin timonel ligero LM2-  | Nikólaos Guntulas · Apóstolos Guntulas · Grecia · 6:40,92 | Andrea Caianiello · Armando Dell'Aquila · Italia · 6:42,88 | Goran Nedeljković Miloš Tomić Serbia 6:45,25 |
| Ocho con timonel ligero LM8+ | Simon Carcagno Andrew Bolton Colin Farrell Michael Altman Patrick Todd William Daly Thomas Paradiso Matthew Muffelman Edmund del Guercio (t) Estados Unidos 5:50,29 | Matthias Veit · Marc Rippel · Johann-Sebastian Diemann · Jonas Schützeberg · Matthias Schömann-Finck · Adrian Bretting · Olaf Beckmann · Axel Schuster · Martin Sauer (t) · Alemania · 5:51,69 | Pieter Rom Colthoff · Diederick van den Bouwhuijsen · Reinoud de Groot · Dennis Beemsterboer · Rutger Bruil · Jolmer van der Sluis · Maarten Tromp · Maarten de Boer · Ryan den Drijver (t) · Países Bajos · 5:52,37 |

### Femenino
| Evento                       | Oro                                                                                           | Plata                                                                                      | Bronce                                                                             |
| ---------------------------- | --------------------------------------------------------------------------------------------- | ------------------------------------------------------------------------------------------ | ---------------------------------------------------------------------------------- |
| Cuatro sin timonel W4-       | Volha Shcharbachenia · Natalia Helaj · Yuliya Bichyk · Hanna Najayeva · Bielorrusia · 6:39,79 | Karen Colwell Stesha Carle Sarah Trowbridge Esther Lofgren Estados Unidos 6:43,69          | Lea Jakobsen Lisbet Jakobsen Fie Graugaard Cecilie Christensen Dinamarca 6:44,64   |
| Scull individual ligero LW1X | Pamela Weisshaupt · Suiza · 7:43,26                                                           | Sinéad Jennings Irlanda 7:43,81                                                            | Mirna Rajle Brođanac · Croacia · 7:47,15                                           |
| Cuatro scull ligero LW4X     | Ingrid Fenger Bronwen Watson Miranda Bennett Alice McNamara Australia 6:36,41                 | Monika Myszk · Magdalena Kemnitz · Weronika Deresz · Ilona Mokronowska · Polonia · 6:39,38 | Hannah Moore Rebecca Smith Wendy Tripician Elizabeth Peters Estados Unidos 6:40,77 |

## Medallero
| Núm. | País           | Oro | Plata | Bronce | Total |
| ---- | -------------- | --- | ----- | ------ | ----- |
| 1    | Estados Unidos | 1   | 1     | 1      | 3     |
| 2    | Italia         | 1   | 1     | 0      | 2     |
| 3    | Australia      | 1   | 0     | 1      | 2     |
| 3    | Grecia         | 1   | 0     | 1      | 2     |
| 5    | Bielorrusia    | 1   | 0     | 0      | 1     |
| 5    | Canadá         | 1   | 0     | 0      | 1     |
| 5    | Nueva Zelanda  | 1   | 0     | 0      | 1     |
| 5    | Suiza          | 1   | 0     | 0      | 1     |
| 9    | Francia        | 0   | 2     | 0      | 2     |
| 10   | Alemania       | 0   | 1     | 1      | 2     |
| 10   | Países Bajos   | 0   | 1     | 1      | 2     |
| 12   | Irlanda        | 0   | 1     | 0      | 1     |
| 12   | Polonia        | 0   | 1     | 0      | 1     |
| 14   | Croacia        | 0   | 0     | 1      | 1     |
| 14   | Dinamarca      | 0   | 0     | 1      | 1     |
| 14   | Serbia         | 0   | 0     | 1      | 1     |
|      | TOTAL          | 8   | 8     | 8      | 24    |